# To Aru Majutsu no Index
To Aru Majutsu no Index (とある魔術の禁書目録 To Aru Majutsu no Indekkusu?,  lit. «Cierto índice mágico») es una serie de novelas ligeras escritas por Kazuma Kamachi e ilustradas por Kiyotaka Haimura. Son publicadas por ASCII Media Works bajo la etiqueta de Dengeki Bunko desde el 10 de abril de 2004. Actualmente hay 53 volúmenes publicados de las novelas, incluyendo tres volúmenes extras de la historia. La serie ha producido dos mangas, tres temporadas de anime basadas en el contenido de la novela original más otras cuatro temporadas de los spin-off. 
La serie también ha producido tres mangas spin-off uno de ellos titulado To Aru Kagaku no Railgun (とある科学の超電磁砲 To Aru Kagaku no Rērugan?, lit. Cierta railgun científica), otro To Aru Kagaku no Accelerator (とある科学のアクセラレータ To Aru Kagaku no Akuserarēta?, lit. Cierto acelerador científico) y To Aru Kagaku no Dark Matter (とある科学の未元物質 To Aru Kagaku no Migen Busshitsu (Dāku Matā)?)

## Argumento
Artículo principal: Personajes de To Aru Majutsu no Index
La historia se sitúa en Ciudad Academia, una ciudad tecnológicamente avanzada localizada al oeste de Tokio que se especializa en el desarrollo de poderes psíquicos, pero también se sitúa en un mundo donde la magia es real. Touma Kamijou es un estudiante de instituto que posee en su mano derecha un misterioso poder llamado Imagine Breaker, el cual puede negar cualquier fenómeno sobrenatural ya sea psíquico o mágico, lo que también anula su propia buena suerte. Un día encuentra a una chica llamada Index colgada de su balcón. Ella es una monja que posee en su mente el Index Librorum Prohibitorum, el cual es una colección de 103.000 libros mágicos. Cuando los caminos de la ciencia y la magia se cruzan, esta historia comienza.

## Media

### Novela ligera
Véase también: Novelas ligeras de To Aru Majutsu no Index
To Aru Majutsu no Index es una serie de novelas ligeras escritas por Kamachi Kazuma e ilustradas por Kiyotaka Haimura. ASCII Media Works públicó un total de 25 volúmenes entre el 10 de abril de 2004 y el 10 de agosto de 2011, la historia principal comprende un total de 22 volúmenes y 3 historias cortas.
Una secuela titulada "Toaru Majutsu No Index New Testament" comenzó su publicación el 10 de marzo del 2011, siendo una secuela directa del título anterior. Su publicación terminó el 10 de julio de 2019 con un total de 23 volúmenes.
Una tercera serie titulada "Toaru Majutsu no Index Genesis Testament" comenzó su publicación el 7 de febrero de 2020, llevando un total de 4 volúmenes publicados a octubre de 2021.
Desde el 2004 hasta el año 2021 se han publica 51 volúmenes de la novela ligera, el volumen 51 de la serie fue publicado el 8 de mayo del 2021.

### Manga
La novela ligera se ha adaptado en dos mangas. El que sigue la historia de la novela es ilustrado por Chuya Kogino y comenzó a serializarse en mayo de 2007 en Monthly Shōnen Gangan. El primer volumen compilatorio fue publicado el 10 de noviembre de 2007 y hasta el 12 de junio de 2025 fueron publicados 32 volúmenes.
El segundo, titulado To Aru Kagaku no Railgun (とある科学の超電磁砲 To Aru Kagaku no Rērugan?, traducido como "Cierto Railgun científico"), es ilustrado por Motoi Fuyukawa y empezó a serializarse en abril de 2007 en Dengeki Daioh. Este manga es un spin-off y cubre la historia de Mikoto Misaka y sus amigos al tiempo que transcurren las novelas. El primer volumen compilatorio también fue puesto en venta el 10 de noviembre de 2007 y hasta el 26 de junio de 2010 fueron publicados 5 volúmenes.
Hay un segundo spin-off titulado To Aru Kagaku no Accelerator (traducido como "Cierto Acelerador científico"?) y cubre la historia de Accelerator y sus pocos amigos al tiempo que transcurren las novelas.

#### To Aru Majutsu no Index
Esta serie se basa en un conflicto entre ciencia y religión con toques cómicos y otros bastante serios. To Aru Majutsu no Index o A Certain Magical Index es una serie basada en las novelas del mismo nombre.
Todo comienza con la existencia de un proyecto japonés: crear una ciudad con estudiantes con poderes sobrenaturales. Ciudad Academia, es la cúspide de la ciencia donde jóvenes en consiguen «despertar» sus poderes de Esper. Estos poderes les otorgan habilidades increíbles a gran variedad y otros no poseen despertarlos correctamente, por lo tanto todo acaba siendo una sociedad basada en los niveles de sus poderes.
El protagonista, Touma Kamijou, un chico corriente de una escuela corriente dentro de esta ciudad conoce a una monja llamada Index Librorum Prohibitorum, también conocida como Index. Tal nombre viene de la colección de 103.000 grimorios que posee en su memoria. Touma posee la habilidad de nivel 0, Imagine Breaker. Tal habilidad es la que le hace inmune a cualquier poder sobrenatural, incluida la bendición de Dios y por lo tanto la carencia de suerte. Además, To Aru posee algunos clichés como lolis o tsunderes que buscarán aliviar la seriedad siendo útiles como método cómico dentro de la trama.

### Anime
Véase también: Episodios de To Aru Majutsu no Index y Episodios de To Aru Kagaku no Railgun.
La serie de anime fue producida por J.C.Staff, dirigida por Hiroshi Nishikiori, y se comenzó a emitir en Japón el 4 de octubre de 2008, finalizando el 19 de marzo de 2009. Contó con 24 episodios y 2 mini especiales en los cuales se ve a Index en tamaño miniatura, titulados To Aru Majutsu no Index-tan que fueron incluidos en la versión DVD. El anime cubrió los primeros 6 volúmenes de las novelas ligeras. La segunda temporada de To Aru Majutsu no Index se estrenó el 8 de octubre de 2010.
La adaptación al anime del manga spin-off de las novelas, titulada To Aru Kagaku no Railgun fue anunciada al final del último episodio de To Aru Majutsu no Index y fue lanzada en Japón el 2 de octubre de 2009 finalizando el 19 de marzo de 2010. Fue producida por J.C.Staff y dirigida por Tatsuyuki Nagai. También contó con 24 episodios, y tuvo 2 especiales titulados MMR y MMR II (Much More Railgun), los cuales fueron incluidos en la versión DVD. Se ha anunciado una OVA de To Aru Kagaku no Railgun que fue puesta en venta el 29 de octubre de 2010. El 23 de febrero del 2013 se estrenó una película crossover entre las dos series con su trama propia llamada "To Aru Majutsu no Index: Endymion no Kiseki". Su distribución Blu-ray y DVD está disponible desde el 28 de agosto del mismo año. El mismo año en primavera fue emitido la secuela de Railgun con una característica resaltable la "S" al final del título haciendo referencia a dos cosas Segundo y Sisters. La tercera temporada se comenzó a emitir el 5 de octubre de 2018.

### Película
Una película animada titulada To Aru Majutsu no Index: Endymion no Kiseki (とある魔術の禁書目録エンデュミオンの奇蹟,?  lit.: Cierto índice mágico:El Milagro de Endymion). Fue lanzado a los cines japoneses el 23 de febrero de 2013. Está basado en una historia original escrita por Kamachi y cuenta con los personajes principales tanto de Index como de Railgun, junto con otros nuevos diseñados por Haimura.
La novela titulada Toaru Majutsu no Index: Road to Endymion trata sobre Tōma e Index y sus intentos de detener a una organización mágica que quiere destruir la ciudad antes de los acontecimientos de la película. La novela fue repartida entre los primeros 103.000 espectadores de la película To Aru Majutsu no Index: Endymion no Kiseki.

### Videojuegos
Un juego de lucha desarrollado por Kadokawa Games para la PlayStation Portable y publicado por ASCII Media Works fue lanzado el 27 de enero de 2011. Un juego de género novela visual de To Aru Kagaku no Railgun también desarrollado por Kadokawa Games para la PlayStation Portable y publicado por ASCII Media Works, fue lanzado el 28 de abril de 2011. El 21 de febrero de 2013 Namco Bandai Games y Guyzware sacaron a la venta para la PlayStation Portable el juego To Aru Majutsu to Kagaku no Assembly (とある魔術と科学の群奏活劇 To aru Majutsu to Kagaku no Ansanburu?).